# Gökpınar, Çeltik
Gökpınar là một thị trấn thuộc huyện Çeltik, tỉnh Konya, Thổ Nhĩ Kỳ. Dân số thời điểm năm 2011 là 3.233 người.